# Most na Soči
Most na Soči – wieś w Słowenii, w gminie Tolmin. W 2018 roku liczyła 414 mieszkańców.